# Itaituba (djur)
Itaituba är ett släkte av skalbaggar. Itaituba ingår i familjen långhorningar.
Kladogram enligt Catalogue of Life:
| Itaituba | \| \| Itaituba miniacea \| \| \| \| \| \| Itaituba pitanga \| \| \| \| |
|          | \| \| Itaituba miniacea \| \| \| \| \| \| Itaituba pitanga \| \| \| \| |
|          | Itaituba miniacea                                                      |
|          |                                                                        |
|          | Itaituba pitanga                                                       |
|          |                                                                        |